# Puerto Toro

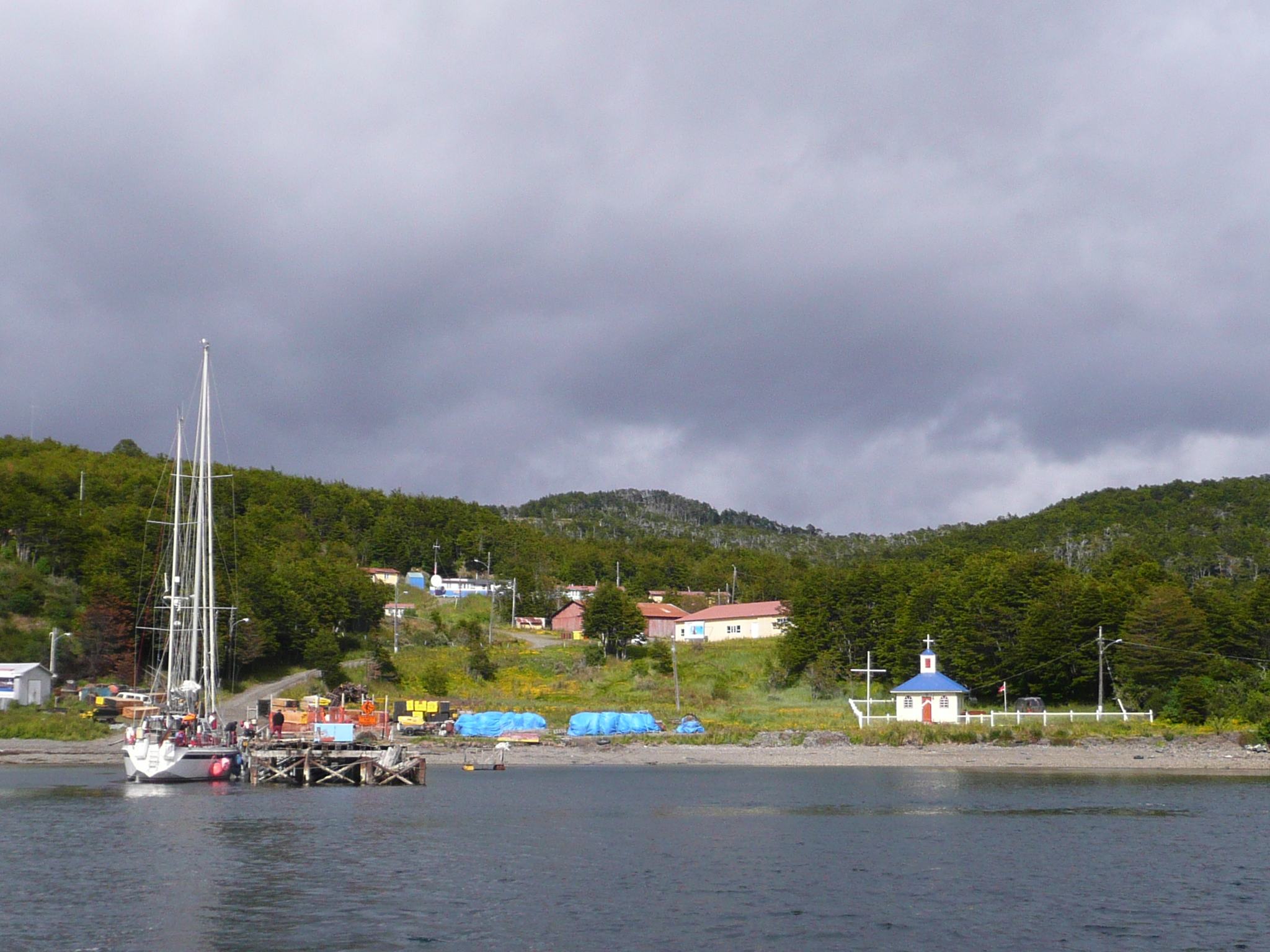
Puerto Toro

Puerto Toro este un mic sat chilian. Puerto Toro este localitatea cea mai sudică din lume, excluzând bazele științifice antarctice. Administrativ aparține de comuna Cabo de Hornos, Provincia Antarctică Chiliană, Regiunea Magallanes și Antartica Chileană. Este situată pe țărmul estic al insulei Navarino și are o populație stabilă între 36 și 50 locuitori, în mare parte pescari. A fost fondat în 1892 de către guvernatorul din Punta Arenas. Acum în jur de 100 ani, satul avusese o perioadă înfloritoare datorată febrei aurului, astăzi, satul este cunoscut datorită capturilor de Lithodes santolla, un crustaceu comun coastelor înconjurătoare.. Sunt 3900 km până la Polul Sud. 